# UFC Fight Night: Bisping vs. Le
UFC Fight Night: Bisping vs. Le (también conocido como UFC Fight Night 48) fue un evento de artes marciales mixtas celebrado por Ultimate Fighting Championship el 23 de agosto de 2014 en el CotaiArena en Macao, China.

## Historia
El evento estuvo encabezado por un combate en el peso medio entre Michael Bisping y Cung Le. Está fue la tercera vez que la organización ha celebrado un evento en el CotaiArena tras UFC on Fuel TV: Franklin vs. Le en noviembre de 2012 y UFC Fight Night: Kim vs. Hathaway en marzo de 2014.
También figuró en la tarjeta el combate que fue la final de peso pluma de The Ultimate Fighter: China entre Ning Guangyou y Jianping Yang.
Se esperaba que Dong-hyun Kim se enfrentara a Héctor Lombard en el evento. Sin embargo, Lombard se retiró de la pelea y fue reemplazado por Tyron Woodley.
Alberto Mina tenía previsto enfrentarse a Sheldon Westcott en el evento. Sin embargo, en los días previos al evento, Westcott se retiró de la pelea alegando una lesión y fue reemplazado por Shinsho Anzai.

## Resultados
1. ↑   Final de TUF China de Peso Pluma.

## Premios extra
Cada peleador recibió un bono de $50,000.
- Pelea de la Noche: No hubo premiados
- Actuación de la Noche: Michael Bisping, Tyron Woodley, Alberto Mina y Yuta Sasaki